# Arbeiter-Radfahrer-Bund Freiheit

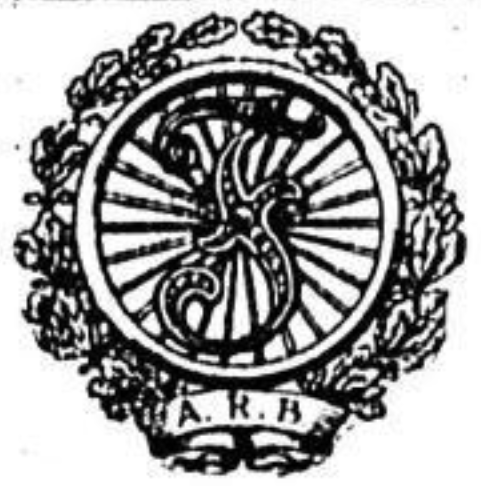
Emblem des Arbeiter-Radfahrer-Bund „Freiheit“ A. R. B., 1904

Der Arbeiter-Radfahrer-Bund „Freiheit“ wurde 1904 von vier Arbeiter-Radfahrer-Vereinen gegründet. Der A.R.B. „Freiheit“ entstand in Opposition zu Verschmelzungsbemühungen des Arbeiter-Radfahrer-Bunds „Solidarität“. Die Gründungsphase war von öffentlichen gegenseitigen Anschuldigungen mittels Zeitungsinseraten in der Leipziger Volkszeitung begleitet. Der Radfahrerbund hatte seinen Sitz in Berlin und rief beispielsweise am 16. Mai 1912 für den 19. Mai „alle Radfahrer sowie Radfahrerinnen“ zu einer großen öffentlichen Radfahrerversammlung in Neukölln auf.
1920 ist der A.R.B. „Freiheit“ letztmals im Berliner Adressbuch aufgeführt.
Der neue Verband „Freiheit“ kam jedoch bis zu seinem Verbot durch die Nationalsozialisten im Jahr 1933 nie über 3.500 Mitglieder hinaus.

## Mitgliedsvereine
Im August 1904 hatte der Arbeiter-Radfahrer-Bund „Freiheit“ 14 Mitgliedsvereine, darunter in Berlin, Adlershof, Köpenick, Köln, Leipzig, Mühlhausen, Kiel, Rixdorf und Wolfenbüttel, z. B.:
- Arbeiter-Radfahrer-Verein Courier 1900, Berlin.[10]